# Sbor Petra Chelčického
Sbor Petra Chelčického je baptistickým sborem sídlícím v Lovosicích. K bohoslužbám se schází každou neděli v 10.00 hodin dopoledne v modlitebně na adrese Palackého 910/6.

## Historie
Sbor byl ustaven příchodem reemigrantů z Volyně 27. září 1945 v Litoměřicích. Na lovosicko přicházeli v roce 1947 další rodiny, které se z Volyně stěhovaly za svými rodinnými příslušníky z bývalé Svobodovy armády. Sbor tehdy početně velmi rostl, jeho středisko se přesunulo z Litoměřic do početnějších Lovosic. Již od dubna roku 1947 po dohodě s místními evangelíky a husity začal sbor ke svým pravidelným shromážděním užívat kostel bývalé německé luterské církve. V roce 1948 se ve sboru v Lovosicích konala župní konference Bratrské jednoty Chelčického, v dalších letech kurzy pro dirigenty a pěvecké sbory. Pravidelná shromáždění se začala konat na řadě dalších míst, vedle Litoměřic také ve Velemíně, Prosmykách, Chotiměři a jinde. Neblahým zásahem do rozvoje sboru bylo zatčení a odsouzení kazatele Ludvíka Bureše v nezákonném procesu proti baptistickým kazatelům v roce 1953. Sbor byl nějakou dobu bez kazatele. V roce 1955 přišel do sboru kazatel Rudolf Petr, nebylo však už možné obnovit shromáždění na všech bývalých stanicích. V šedesátých letech proběhly z řad baptistů náročné opravy kostela, který byl tehdy v užívání tří církví. V roce 1972 sbor koupil pro své potřeby dům v Dlouhé ulici č. 84, kde byl po rozsáhlé adaptaci vytvořen dostatečně velký sál pro společná shromáždění. V roce 1989 se osamostatnila stanice v Litoměřicích a v 90. letech stanice v Děčíně. Přesto sbor dosahoval v dobách svého největšího rozmachu v polovině 90 let až 170 členů. Tehdy sbor velmi posílily baptistické rodiny helénských Čechů z Rumunska. Ke konci první dekády 21. století se začaly ve sboru vlivem novo-kalvinismu projevovat štěpné tendence, které vedly v roce 2011 k jeho rozdělení. Sbor zanechal svou původní budovu, majetek i název novo-kalvinistickému proudu a přisvojil si název nový, kterým navazuje na tradici prvorepublikových baptistů, jenž se svým názvem také hlásili ke jménu Petra Chelčického. K tradici prvorepublikových baptistů se sbor ve svých novodobých dějinách rovněž přihlásil svou právní formou, neboť ve vztahu ke státu je veden jako spolek. S dalšími baptistickými sbory rozvíjí vztahy ve volném sdružení Síť víry.

## Kazatelé
- 1945–1952: Ludvík Bureš
- 1955–1963: Rudolf Petr
- 1963–1969: Miloš Šolc st.
- 1969–1980: Pavel Čáni
- 1980–1988: Vladimír Vacek
- 1988–1993: Vladislav Donát
- 1993–1995: Petr Červinský
- 1995–2005: Jan Vychopeň
- 2005–2011: Radek Pospíšil
- 2011–2014: Pavel Vychopeň
- 2014–dosud: Petr Červinský